# Staranzano
Staranzano es un municipio italiano situado en la provincia de Gorizia, en Friuli-Venecia Julia. Tiene una población estimada, a fines de mayo de 2023, de 7151 habitantes.

## Evolución demográfica
| Gráfica de evolución demográfica de Staranzano entre 1861 y 2023 |
|                                                                  |
| Fuente: ISTAT - Elaboración gráfica de Wikipedia                 |